# Hatra
Hatra (Aramees: ܚܛܪܐ) is een archeologische locatie in Irak.
Hatra werd al door de Parthen gebouwd. Zij bouwden in de 2e en 3e eeuw de Grote Tempel van Hatra met kenmerkende iwans. Standbeelden van Parthische koningen uit Hatra worden bewaard in het museum van Mosoel. Tijdens zijn oorlogen met de Parthen lukte de Romeinse keizer Trajanus niet om Hatra te veroveren. Het was tijdelijk de hoofdstad van het Arabische Rijk.
In 1985 verklaarde UNESCO Hatra tot werelderfgoed. Op 7 maart 2015 meldden buurtbewoners en het Iraakse ministerie van Oudheden dat terroristen van Islamitische Staat de site aan het verwoesten waren. Een maand later verspreidde IS een video waarin vernielingen in de oude stad Hatra te zien waren.